# Iosef Itzjak Schneerson

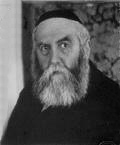
Foto del pasaporte de Schneerson, 1933

El rabino Yosef Yitzchak Schneerson (en hebreo: יוסף יצחק שניאורסאהן) nacido en Liubávichi el 9 de junio de 1880 - muerto el 28 de enero de 1950, fue un rabino jasídico, el sexto rabino de la dinastía jasídica Jabad-Lubavitch. También fue conocido como el "Raiatz" o el "Rebe Anterior". Se vio forzado a huir de la Unión Soviética hacia Polonia y después hacia los Estados Unidos, donde murió.

## Biografía
Fue el hijo del rabino Shalom Dov Ber Shneerson. A la edad de 17 años, en 1897, se casó con una prima lejana, Nejama Dina Schneerson, bisnieta del tercer rebe de la dinastía jasídica Jabad.  
En 1898 se convirtió en rector principal de la Yeshivá Tomjei Tmimim. En 1920, tras la muerte de su padre, se convirtió en el sexto rebe de Lubavitch. En 1924 se ve forzado a abondonar Rostov del Don, por parte de la policía secreta soviética, y a instalarse en Leningrado. 
En 1927 fue llevado a prisión por los soviéticos, acusado de actividades contrarrevolucionarias y sentenciado a muerte. Luego de presiones internacionales se le conmuta la pena capital por una condena de exilio en la ciudad de Kostromá, en el Volga central. Como condición de su liberación debe abandonar la Unión Soviética y se instaló en Lituania hasta 1929, cuando viajó por Palestina, Estados Unidos y Canadá. Desde el año 1934 moró en Varsovia, capital de Polonia, lugar donde permanece hasta la invasión de Polonia por parte de las fuerzas armadas del Tercer Reich. Después de presión del Departamento de Estado de los Estados Unidos, él consiguió un salvoconducto para viajar hasta la ciudad de Riga en Letonia, donde embarcó hacia Nueva York.
Llegó a Nueva York en marzo de 1940. Fundó la Yeshivá Tomjei Tmimim en los Estados Unidos y en Canadá, y las organizaciones Fondo Machne Israel, Merkos L'Inyonei Chinuch, las Escuelas Asociadas Beth Rivkah y la Editorial Kehot Lubavitch. Además, durante el transcurso de la Segunda Guerra Mundial, publicó el periódico Hakriah V'Hakedusha. 
En 1948 fundó la comunidad de Kfar Chabad en la Tierra de Israel. Murió el 28 de enero de 1950 y fue sucedido por su yerno, Menajem Mendel Shneerson.